# کلا (مارول کمیکس)
کلا (به انگلیسی: Klaw) یک شخصیت تخیلی و ابرتبه‌کارانه در کتاب‌های کامیک می‌باشد. این کاراکتر به دست استن لی و جک کربی خلق شده و در چهار شگفت‌انگیز شماره ۵۳ام (اوت ۱۹۶۶) معرفی شد.
جدا از کتاب‌های کامیک، شرکت مارول از کلا در دیگر کالاهای خود از جمله پوشاک، اسباب‌بازی، ورق بازی، انیمیشن‌های تلویزیونی و بازی‌های رایانه‌ای استفاده کرده است.
کلا چندین بار با چهار شگفت‌انگیز و انتقام‌جویان مبارزه کرده و دشمن قدیمی پلنگ سیاه و کا-زار می‌باشد.
او که قدرت‌هایش شامل زور و استقامت ابرانسانی، دستکاری صدا و فیزیکدان متخصص می‌شود، عضو گروه‌های ابرتبه‌کارانه‌ای چون چهار وحشتناک، استادان شیطان، چهارتایی مهیب و ای‌آی‌ام است.